# Миссия ООН по содействию Афганистану
Миссия ООН по содействию Афганистану (англ. United Nations Assistance Mission in Afghanistan, UNAMA) — политическая миссия ООН, созданная 28 марта 2002 года по просьбе правительства Афганистана для оказания помощи в создании основ устойчивого мира и развития. Учреждена резолюцией 1401 Совета Безопасности ООН. Последнее продление мандата миссии состоялось на срок до 17 марта 2023 года.
В задачи миссии входит оказание поддержки правительству Афганистана, поддержка регионального сотрудничества, облегчение доставки гуманитарной помощи. В 2003-2014 гг. миссия координировала деятельность и сотрудничала с войсками, действовавшими на территории страны в ходе операции "Несокрушимая свобода", с 1 января 2015 до августа 2021 - с невоенной миссией НАТО «Решительная поддержка».

## История
Первым руководителем миссии был назначен бывший министр иностранных дел Алжира Лахдар Брахими.
В ноябре 2003 года был подписан контракт с Ульяновским автомобильным заводом, в соответствии с которым в январе 2004 года по программе ООН «Подготовка общенациональных выборов нового правительства Афганистана» в Афганистан были поставлены оплаченные ООН 1010 внедорожников УАЗ Хантер. 
В мае 2021 года силы "Талибан" перешли в наступление, после чего положение правительственных сил осложнилось. 15-16 августа 2021 года талибы окружили и заняли Кабул.
В этих условиях активизировалась эвакуация из страны иностранных войск, дипломатического персонала, а также иных иностранных граждан и афганских беженцев (в том числе, персонала ООН). 18 августа 2021 года на самолёте Boeing 767 авиакомпании "UTair" из международного аэропорта Кабула в аэропорт Алматы были эвакуированы первые 137 сотрудников ООН.
20 августа 2021 года миссия ООН была передислоцирована в Алма-Ату, где в дальнейшем был открыт временный удалённый офис UNAMA.
22 августа 2021 вторым авиарейсом из Кабула в Алма-Ату были вывезены ещё 108 сотрудников ООН. 
2 сентября 2022 года главой миссии ООН в Афганистане была назначена Р. И. Отунбаева.
По официальным данным ООН, в этой операции погибли 44 сотрудника UNAMA, ещё несколько были ранены. Также имелись потери в технике.